# GitHub
GitHub és un servei d'allotjament de repositoris Git, el qual ofereix tota la funcionalitat de Git de control de revisió distribuït i administració de codi de la font (SCM) així com afegint les seves característiques pròpies. A diferència de Git, el qual és estrictament una eina de línia d'ordres, GitHub proporciona una interfície gràfica basada en web i escriptori així com integració del mòbil. També proporciona control d'accés i diverses característiques de col·laboració com seguiment d'errors (bugs), administració de tasques, i wikis per cada projecte.
GitHub ofereix ambdós plans; per a repositoris privats i comptes gratuïts, els quals són normalment utilitzats de host en projectes de programari lliure. Del 2015, GitHub informa que hi ha més de 9 milions d'usuaris i més de 21,1 milions de repositoris, fent-lo l'amfitrió de codi de font més gran del món.
El 4 de juny de 2018, Microsoft va anunciar la seva intenció d'adquirir GitHub per 7.500 milions de dòlars.

## Serveis

### GitHub
El desenvolupament de GitHub va començar l'1 d'octubre de 2007. El lloc va ser llançat l'abril de 2008 per Tom Preston-Werner, Chris Wanstrath, i PJ Hyett després que hagués estat disponible per uns quants mesos prèviament com a període de beta.
Els projectes a GitHub poden ser accedits i manipulats utilitzant l'estàndard d'interfície de consola d'ordres Git i totes les ordres estàndard Git funcionen. GitHub també permet navegar als usuaris no registrats pels repositoris públics. Múltiples clients d'escriptori i connectors de Git també han estat creats per GitHub i altres tercers que integren amb la plataforma.
El lloc proporciona funcions com a les xarxes socials com notificacions, seguidors, wikis (fent servir wiki el programari anomenat Gollum) i un gràfic de xarxa social per mostrar com els desenvolupadors treballen en les seves versions ("forquilles" de l'anglès "forks") d'un repositori i que aquella forquilla (i la branca dins d'aquella forquilla) és la versió més nova.
Un usuari ha de crear un compte per tal de contribuir i aportar contingut al lloc, però els repositoris públics poden ser navegats i descarregats per qualsevol persona. Amb un compte d'usuari registrat, els usuaris són capaços de parlar, gestionar, crear repositoris, entregar contribucions a altres repositoris, i revisar canvis de codi.
El programari que fa funcionar GitHub va ser escrit utilitzant Ruby on Rails i Erlang pels desenvolupadors de GitHub, Inc. Chris Wanstrath, PJ Hyett, i Tom Preston-Werner.

#### Abast
GitHub és majoritàriament emprat per a programar.
A més de codi font, GitHub dona suport als formats i les característiques següents:
- Documentació, inclòs un arxiu README creat automàticament en una varietat de formats semblants a  Markdown (vegeu arxius README a GitHub)
- Seguiment d'assumptes (incloses peticions)
- Wikis
- Petites pàgines web poden ser allotjades a partir de repositoris públics de GitHub. El format d'URL és "https://[username].github.io".
- Llistes de tasques dins d'arxius
- Format natiu de Photoshop vist prèviament i comparat a versions anteriors del mateix arxiu.

#### Llicències de repositoris
Les condicions d'ús de GitHub no requereixen que projectes de programari públic allotjats a GitHub coneguin la Definició de Codi obert. Per tant, (i en qualsevol cas) és aconsellable per usuaris i desenvolupadors que pretenen utilitzar una peça del programari trobat en GitHub que llegeixin la llicència de programari en el repositori (normalment trobat en un arxiu situat entre els primers anomenat LICENSE, "LICENSE.txt", o similar) per determinar si accepta les condicions.

### GitHub Enterprise
GitHub Enterprise és similar al servei públic de GitHub, però està pensat per ser usat pel desenvolupament de programari de grans empreses mentre que l'empresa vol mantenir els seus repositoris darrere un tallafoc corporat.

### Gist
GitHub també proporciona altres serveis: un lloc de l'estil de pastebin anomenat Gist que està pensat per mantenir-hi fragments de codi (GitHub està pensat més aviat per mantenir projectes més grans), i un servei d'allotjament de diapositives anomenat Speaker Deck.
Tom Preston-Werner va presentar la llavors nova característica a la conferència de Ruby l'any 2008. Gist construeix en el concepte simple i tradicional de pastebin afegint control de versions per fragments de codi, forking fàcil i encriptació SSL per gists privats. Perquè cada gist té el seu propi repositori Git, múltiples fragments de codi poden estar continguts amb una simple enganxada i poden ser fàcilment utilitzats fent servir Git. A més, el codi forked pot ser tornat a l'autor original en forma de pegat, per tant els gists es converteixen més en mini projectes.

### Programa Educatiu
GitHub va llançar un nou programa el dia 7 d'octubre de 2014 anomenat el Pack de Github de l'Estudiant de Desenvolupador (en anglès GitHub Student Developer Pack) per donar als estudiants accés gratuït a eines i servei de desenvolupament populars. GitHub va treballar juntament amb Bitnami, Crowdflower, DigitalOcean, DNSimple, HackHands, Namecheap, Orchestrate, Screenhero, SendGrid, Stripe, Travis CI i Unreal Engine per crear el programa.

## Història
- 24 de febrer de 2009: Els membres de l'equip de GitHub anuncia, en una xerrada a la seu de Yahoo!, que amb aquell primer any en línia, GitHub ha acumulat més de 46.000 repositoris públics, 17.000 dels quals s'han format el mes previ a la xerrada. En aquell temps, 6.200 repositoris havien estat "enforquillats" i com a mínim 4.600 havien estat fusionats.
- 5 de juliol de 2009: GitHub anuncia que tenen més de 100.000 usuaris.
- 27 de juliol de 2009: En una altra xerrada a Yahoo!, Tom Preston-Werner anuncia que GitHub ha crescut fins a mantenir 90.000 repositoris públics únics, 12.000 havien estat "enforquillats" com a mínim una vegada, que crea un total de 135.000 repositoris.[19]
- 25 de juliol de 2010: GitHub anuncia que manté un milió de repositoris.[20]
- 20 d'abril de 2011: GitHub anuncia que manté 2 milions de repositoris.[21]
- 2 de juny de 2011: ReadWriteWeb reporta que GitHub ha sobrepassat a SourceForge i Google Code en el nombre total d'edicions en el període de Gener a Maig de 2011.[22]
- 9 de juliol de 2012: En Peter Levine, soci global de l'investor de GitHub Andreessen Horowitz, diu que GitHub ha estat augmentant el benefici un 300% anualment des de 2008 "profitable gairebé sempre".[23]
- 16 de gener de 2013: GitHub anuncia que ha passat els 3 milions d'usuaris i que en aquell moment mantené més de 6 milions de repositoris.[24]
- 23 de desembre de 2013: GitHub anuncia que ha arribat als 10 milions de repositoris.[25]
- En el juny de 2015, GitHub obre una oficina al Japó que és la primera fora dels EUA.[26]
- 29 de juliol de 2015: GitHub anuncia que ha recaptat $250 milions en una campanya de recaptació dirigida per Sequoia Capital. La ronda valora la companyia aproximadament a $2 mil milions.[27]

### Censura
- 3 de desembre de 2014: GitHub és bloquejat a Rússia durant uns dies després que un usuari pengés manuals de suïcidi.[28]
- 31 de desembre de 2014: GitHub és bloquejat a l'Índia (juntament amb 31 altres pàgines web) després que usuaris pengessin contingut pro-ISIS.[29] El 10 de gener de 2015 GitHub és desbloquejat.
- 26 de març de 2015: GitHub cau víctima d'un atac de denegació de servei distribuït massiu (DDoS) que dura més de 118 hores.[30] L'atac, que sembla originat a la Xina, tenia al punt de mira contingut d'usuaris mantingut per GitHub descrivint mètodes de passar la censura d'Internet.[31][32][33]
- L'octubre de 2019 la Guàrdia Civil espanyola va instar la plataforma a eliminar el repositori de Tsunami Democràtic al·legant una pretesa i no provada activitat terrorista.[34]

## Empresa
GitHub, Inc. era originalment conegut com a Logical Awesome.
Els empleats de GitHub no són pagats a comissió.

### Finances
GitHub.com és un negoci creat a partir d'una idea, que amb els seus primers anys va aconseguir prou ingressos com per ser finançat exclusivament pels seus tres fundadors i començar a agafar treballadors. Durant el juliol de 2012, quatre anys després que la companyia es creés, Andreessen Horowitz va invertir $100 milions en capital de risc.